# Enderleinellus platyspicatus
Enderleinellus platyspicatus – gatunek wszy należący do rodziny Enderleinellidae, pasożytujący na wiewiórkowatych powoduje chorobę wszawicę. Typowym żywicielem jest wiewiórka Funambulus tristriatus.
Samica długość 0,5 mm. Silnie spłaszczona grzbietowo-brzusznie. Samica składa  jaja zwanych gniadmi, które są mocowane specjalnym "cementem" u nasady włosa. Rozwój osobniczy trwa po wykluciu się z jaja około 14 dni.
Występuje na Cejlonie.